# New Sincerity
New Sincerity (in inglese lett. "nuova sincerità") è un termine che è stato adoperato in musica, estetica, critica cinematografica, poesia, critica letteraria e filosofia, in genere per descrivere forme d'arte o concetti che vanno contro le mode prevalenti dell'ironia o del cinismo postmodernisti. Il suo uso risale alla metà degli anni ottanta.

## Musica
Il termine "New Sincerity" è stato usato per un variegato gruppo di band alternative rock con centro ad Austin, Texas, negli anni tra il 1985 e il 1990 circa; la percezione era che questi artisti si ponessero in contrapposizione all'atteggiamento ironico di movimenti musicali allora prominenti quali punk rock e new wave. L'utilizzo del termine "New Sincerity" in relazione a queste band ebbe origine da un brusco commento dell'autore e musicista punk rock di Austin Jesse Sublett alla sua amica Margaret Moser, compositrice locale. Stando all'autore Barry Shank, le sue parole furono: «Tutte quelle band di nuova sincerità (new sincerity bands) sono una stronzata».
Sublett scrisse sul proprio sito web che la citazione è sbagliata, e di aver detto a Moser: «Per me è tutta nuova sincerità... Non fa per me».
In ogni caso, Moser iniziò a usare il termine per iscritto, ed esso finì per diventare il motto di queste band.
La band di maggior successo nel panorama USA sono stati i The Reivers (in origine chiamata Zeitgeist), che hanno pubblicato quattro album molto apprezzati tra il 1985 e il 1991. Altri esempi di band New Sincerity comprendono i True Believers, i Doctors Mob, i Wild Seeds e i Glass Eye. Figura significativa nel panorama musicale New Sincerity è stato anche il compositore Daniel Johnston.
Malgrado la notevole attenzione dei critici (tra cui un coverage nazionale nel periodico Rolling Stone e un episodio del 1985 nel programma MTV The Cutting Edge), nessuna band New Sincerity ha avuto grande successo dal punto di vista commerciale, e la scena musicale della New Sincerity s'è conclusa nel giro di pochi anni.
Altri autori di musica hanno usato il termine "New Sincerity" per descrivere musicisti venuti successivamente, tra cui Conor Oberst, Will Oldham, Cat Power, Devendra Banhart, Joanna Newsom and Idlewild, così come le band originarie di Austin Okkervil River e Leatherbag.

## Critica cinematografica
Il critico Jim Collins ha introdotto il concetto di "nuova sincerità" nella critica cinematografica nel proprio saggio del 1993 intitolato Genericity in the 90s: Eclectic Irony and the New Sincerity. In questo saggio, egli mette in contrapposizione film che trattano le convenzioni di genere con «ironia eclettica» con quelli che invece le prendono seriamente, con «nuova sincerità». Collins descrive 

la "nuova sincerità" di film come L'uomo dei sogni (1989), Balla coi lupi (1990) e Hook (1991), ciascuno dei quali dipende non dall'ibridizzazione, ma da una riscrittura "etnografica" del film classico del genere che gli fa da ispirazione, nel tentativo, usando una strategia piuttosto che un'altra, di recuperare una "purezza" perduta, che evidentemente esisteva persino prima dell'Età d'oro del genere in questione.
Altri critici hanno suggerito "nuova sincerità" come termine per descrivere il lavoro di produttori cinematografici statunitensi come Wes Anderson, P.T. Anderson, Todd Louiso, Sofia Coppola, Charlie Kaufman, Zach Braff e Jared Hess, nonché produttori di altre nazioni come Michel Gondry, Lars von Trier, il movimento Dogma 95, Aki Kaurismäki e Pedro Almodóvar.
L'«estetica della nuova sincerità» è stata collegata anche ad altre forme d'arte, tra cui «i reality show, i blog su internet, la letteratura chick lit, i video personali su You-Tube...».

## Critica letteraria
In risposta all'egemonia dell'autoironia meta-letteraria nel romanzo contemporaneo, l'autore David Foster Wallace predisse, nel suo saggio del 1993 E Unibus Pluram: Television and U.S. Fiction, un nuovo movimento letterario che avrebbe abbracciato un ideale analogo alla futura New Sincerity:

I prossimi veri "ribelli" di questo Paese potrebbero senz'altro emergere come un bizzarro mucchio di anti-ribelli, scrutatori nati che osano in qualche modo allontanarsi dall'osservare ironico, che hanno il coraggio infantile di effettivamente supportare e creare esempi di principi privi di doppi sensi. Che trattano di vecchi, semplici e ormai superati problemi e sentimenti umani nella vita degli statunitensi con rispetto e convinzione. Che rifuggono l'autoconsapevolezza e il logorio delle mode. Questi anti-ribelli risulterebbero obsoleti, naturalmente, ancor prima di cominciare. Morti sulla pagina. Troppo sinceri. Chiaramente repressi. Arretrati, pittoreschi, ingenui, anacronistici. Forse sarà proprio questo il punto. Forse per questo motivo saranno loro i prossimi veri ribelli. I veri ribelli, a quanto mi sembra, corrono il rischio della disapprovazione. I vecchi ribelli postmoderni rischiarono lo scandalo e le urla: shock, disgusto, oltraggio, censura, accuse di socialismo, anarchismo, nichilismo. I rischi di oggi sono diversi. I nuovi ribelli potrebbero essere artisti pronti a rischiare lo sbadiglio, l'esasperazione, il sorrisetto di superiorità, la gomitata d'intesa, la parodia del bravo ironista, l'"Oh, che banalità." A rischiare accuse di sdolcinatezza, di melodramma. Di credulità. Di mollezza. Di disponibilità a farsi fregare da un mondo di osservatori in disparte che hanno più paura degli sguardi e della derisione che della carcerazione immotivata. Chissà.
Nel suo saggio David Foster Wallace and the New Sincerity in American Fiction, Adam Kelly argomenta che il romanzo di Wallace e della sua generazione è contrassegnato da una rinascita e un nuovo concepimento teorico della sincerità, che si contrappone all'enfasi sull'autenticità che dominava la letteratura e mentalità del ventesimo secolo.

## Filosofia
La New Sincerity è stata talvolta descritta come un concetto filosofico derivato dai principi cardine del post-postmodernismo, nonché una delle caratteristiche chiave del metamodernismo. Tra le opere più rilevanti in questo senso si possono citare The Trouble with Beauty di Wendy Steiner, On Beauty and Being Just di Elaine Scarry e Bodies that Shatter: Ekphrasis, Beauty, and the Victorian Body as Art di Bryn Gribben. Movimenti imparentati alla New Sincerity comprendono il post-postmodernismo, i New Puritans, lo stucchismo, il Movimento Kitsch e il rimodernismo, così come il movimento cinematografico Dogma 95, guidato da Lars von Trier e altri.

## Come movimento culturale

### The Sound of Young America
Jesse Thorn, conduttore radiofonico del programma della Public Radio International The Sound of Young America — "il programma radiofonico che parla di tutto ciò che è favoloso" —, ha abbracciato la New Sincerity nel 2002. Thorn definisce la New Sincerity un movimento culturale definito da alcuni cardini tra cui "divertimento assoluto" e "dacci più dentro". Esso celebra la gioia in maniera esagerata e rifiuta l'ironia, in particolare l'apprezzamento ironico dei prodotti commerciali. Thorn ha promosso questo concetto durante il proprio programma e nelle interviste al punto che una ricerca accademica sulla teoria estetica russa post-sovietica ha menzionato Thorn come divulgatore negli Stati Uniti del termine "New Sincerity". Una spiegazione paradigmatica dell'ideale di Thorn si trova nel seguente Manifesto for the New Sincerity del 2006:

Cos'è la New Sincerity? Pensatela come a ironia e sincerità combinate assieme come Voltron, per formare un nuovo movimento dallo straordinario potere. O pensatela come all'assenza di ironia e sincerità, in cui di meno è (ovviamente) di più. Se quelle cose vi affaticano la mente, pensate semplicemente a Evel Knievel. Parliamoci chiaro. Non è possibile apprezzare Evel Knievel in modo letterale. Evel è quel tipo di uomo che sfida persino l'immaginazione, perché la realtà è troppo superiore. Ecco un uomo in una tuta di cuoio rossa, bianca e blu, che guida un qualche tipo di macchina a reazione. Un uomo che ha ottenuto fama e fortuna saltando sopra delle cose. Ecco un vero uomo che si sente a casa come Spidey sulla copertina di un fumetto. Per farla semplice, Evel Knievel lascia di stucco. Ma per lo stesso motivo, non va nemmeno preso ironicamente. Ciò che conta è che Evel è, in una parola, stratosferico [...]. Il nostro saluto: doppio pollice in su. Il nostro credo: "Dacci più dentro." Il nostro stile di vita: "Divertimento assoluto." Getta la precauzione al vento, amico, e vivi la New Sincerity.
In un'intervista del settembre 2009, Thorn ha commentato che la New Sincerity era iniziata come "uno sciocco movimento filosofico che io e qualche mio amico c'eravamo inventati al college" e che "tutto quello che dicevamo era uno scherzo, ma al tempo stesso non era tutto uno scherzo nel senso che non eravamo maliziosi e non eravamo finti. Anche se parlavamo di cose ridicole e divertenti, lo facevamo con sincerità.".

### Fandom brony
Come altro esempio di New Sincerity nella cultura di massa, alcuni scrittori hanno fatto riferimento ai fan adulti della serie animata canadese e statunitense My Little Pony - L'amicizia è magica. La serie, andata in onda per la prima volta nel 2010, è stata creata per supportare le vendite dell'omonima linea di giocattoli Hasbro, ma ha appassionato adolescenti e adulti al di fuori del pubblico previsto di ragazzine e genitori. I fan, che si soprannominano bronies, sono stati descritti come "neo-sincerità di Internet ai suoi massimi livelli", in quanto professano liberamente la propria passione per lo show, e sfidano gli stereotipi legati al genere che serie simili tendono a creare. Dal momento che molti dei fan sono versati nell'uso della tecnologia, la comunità brony ha creato una grande varietà di opere derivate ispirate allo show, tra cui fan art, storie, musica e video.

## Varianti regionali

### Russia
In Russia, il termine новая искренность ("nuova sincerità") è stato usato fin dalla metà degli anni ottanta e nei primi anni novanta dal poeta dissidente Dmitrij Prigov e dal critico Michail Epstejn, in risposta al dominante senso di assurdità presente nella cultura tardo-sovietica e post-sovietica. Per usare le parole di Epstejn, "Il postconcettualismo, o la nuova sincerità, è un tentativo di resuscitare linguaggi morti, "caduti", con un rinnovato slancio di amore, sentimentalismo ed entusiasmo."
Questa concezione di "nuova sincerità" significava evitare il cinismo, non necessariamente l'ironia. Citando il professor Alexei Yurchak della University of California, si tratta di "una particolare forma di ironia, comprensiva e cordiale, che permette ai suoi autori di rimanere fedeli agli ideali di cui parlano, pur essendo un filino ironici riguardo a questa fedeltà."
Oggigiorno la New Sincerity viene contrapposta non alla letteratura sovietica, ma al postmodernismo. Dmitrij Vodennikov è stato acclamato come il leader della nuova generazione della New Sincerity russa.

### Poesia statunitense
A partire dal 2005, poeti statunitensi come Reb Livingston, Joseph Massey, Andrew Mister e Anthony Robinson hanno collaborato a un movimento poetico basato su un blog, e descritto da Massey come "una ‘nuova sincerità’ che fermenta nella poesia statunitense, in contrasto alla poesia fredda e carica d'ironia che domina le riviste, i periodici e i nuovi libri di poesie." Altri poeti riportati come associati a questo movimento o ai suoi ideali comprendono David Berman, Catherine Wagner, Dean Young, Matt Hart, Tao Lin, D.S. Chapman, Frederick Seidel, Arielle Greenberg, Karyna McGlynn e Mira Gonzalez.